# Kondovo
Kondovo (bulgariska: Кондово) är ett distrikt i Bulgarien.   Det ligger i kommunen Obsjtina Ivajlovgrad och regionen Chaskovo, i den södra delen av landet, 260 km sydost om huvudstaden Sofia.
I omgivningarna runt Kondovo växer i huvudsak blandskog. Runt Kondovo är det glesbefolkat, med 9 invånare per kvadratkilometer.